# Алимжанов, Бекен Окенович
Беке́н Оке́нович Алимжа́нов (род. 24 марта 1947, аул Карабас, Марьяновский район, Омская область, РСФСР) — казахстанский учёный. С 3 ноября 2004 года и по настоящее время является депутатом Мажилиса Парламента Республики Казахстан III и IV созывов.

## Образование, специальность (квалификация), лицензии
Зоотехническое отделение Котуркульского техникума Кокчетавской области (1963);
Зоотехнический факультет Московской сельскохозяйственной академии им. К. А. Тимирязева (1972);
Учёный-зоотехник

## Научные звания, степени, деятельность
Стажер-исследователь, аспирант Московской сельскохозяйственной академии им. К. А. Тимирязева (1972—1976);
Кандидат сельскохозяйственных наук (1977);
Доктор сельскохозяйственных наук (1993);
Профессор академии Международной академии наук Высшей школы (1994)

## Трудовой стаж
Рабочий, зоотехник совхоза «Ивановский» Целиноградской области (1963).
Ассистент, старший преподаватель, заведующий кафедрой, декан факультета, проректор по заочной форме обучения, проректор по научной работе Целиноградского сельскохозяйственного института (1976—1987).
Заведующий отделом науки и учебных заведений Целиноградского обкома Компартии Казахстана, второй секретарь Целиноградского горкома партии (1987—1990).
Проректор Целиноградского сельскохозяйственного института (1990—1993).
Президент-ректор Казахского государственного агротехнического университета имени С. Сейфуллина (1993—2004).

## Прочие должности
Член президиума международной ассоциации «Интервуз»

## Выборные должности, депутатство
Неоднократно избирался депутатом городского Совета народных депутатов, Депутат маслихата города Астаны (2003—2004);
Депутат Мажилиса Парламента Республики Казахстан III созыва от избирательного округа № 1 г. Астана, член Комитета по социально — культурному развитию Мажилиса Парламента Республики Казахстан, член депутатской группы Парламента Республики Казахстан «Енбек», член депутатской группы Парламента Республики Казахстан по народонаселению и развитию «Отбасы» (19.09.2004-20.06.2007);
Кандидат в депутаты Мажилиса Парламента Республики Казахстан IV созыва по партийному списку Народно-Демократической партии «Нур Отан» (12.07.2007-27.08.2007), Депутат Мажилиса Парламента Республики Казахстан IV созыва (c 27.08.2007), Секретарь Комитета по социально-культурному развитию

## Партийная принадлежность
Член Народно-демократической партии «НУР ОТАН»

## Государственные и международные награды, премии, почётные звания
- Орден «Құрмет» (2002)[1]
- Медаль «Астана»
- Почётный работник образования Республики Казахстан
- Почётная грамота Совета МПА СНГ (МПА СНГ, 2010)[2]

## Научные, литературные труды, публикации
Автор более 170 научных трудов, в том числе 2 монографий, 2 учебников, более 25 брошюр, наиболее крупные из них учебник «Интенсивная технология производства молока» (1991), монография «Продуктивность качества и биологические особенности молочного скота Северного Казахстана» (1992). Ответственный редактор и составитель научных трудов «Мудрость как человеческая ценность», «Учение В. И. Вернадского и современная экологическая ситуация», брошюры «Подготовка специалистов сельского хозяйства в университетах США», «Сельское хозяйство Италии» и статьи «Инвестиции в образование — инвестиции в будущее страны» и др.

## Семейное положение, родственные связи
Женат. Жена — доктор сельскохозяйственных наук, профессор. Дети: два сына и дочь.